# 다테가미촌
다테가미촌(立神村)은 일본 미에현 아고군, |에 설치되었던 촌이다. 현재의 시마시의 일부에 해당한다.